# Calacadia dentifera
Calacadia dentifera is een spinnensoort uit de familie Desidae. De soort komt voor in Chili.